# Hida, Sălaj
Hida (în maghiară Hidalmás, în idiș הידאלמאש), este satul de reședință al comunei cu același nume din județul Sălaj, Transilvania, România.

## Geografie
Localitatea este situată în Depresiunea Almașului la o distanță de 37 km față de municipiul Zalău.

## Istorie
Locuirea acestor meleaguri încă din cele mai vechi timpuri este susținută de valoroasele descoperiri arheologice de pe teritoriul localității. Prima atestare documentară a centrului de comună dateaza din anul 1333, când așezarea de la acea vreme era cunoscută sub numele de "sacerdos de Hidalmas".

## Economie
Potențialul economic al localității este ridicat, posedând terenuri în zona de luncă a Almașului, agricultura are un caracter intensiv, aici realizându-se producții mari la culturile de cereale și floarea soarelui.

## Obiective turistice
Obiectivele turistice ale localității reprezintă puncte de mare atracție atât pentru turiștii din țară cât și pentru cei din străinatate.
- Biserica de lemn „Sf. Arhangheli"
- Conacul Hatfaludy
- Conacul Morca

## Galerie de imagini

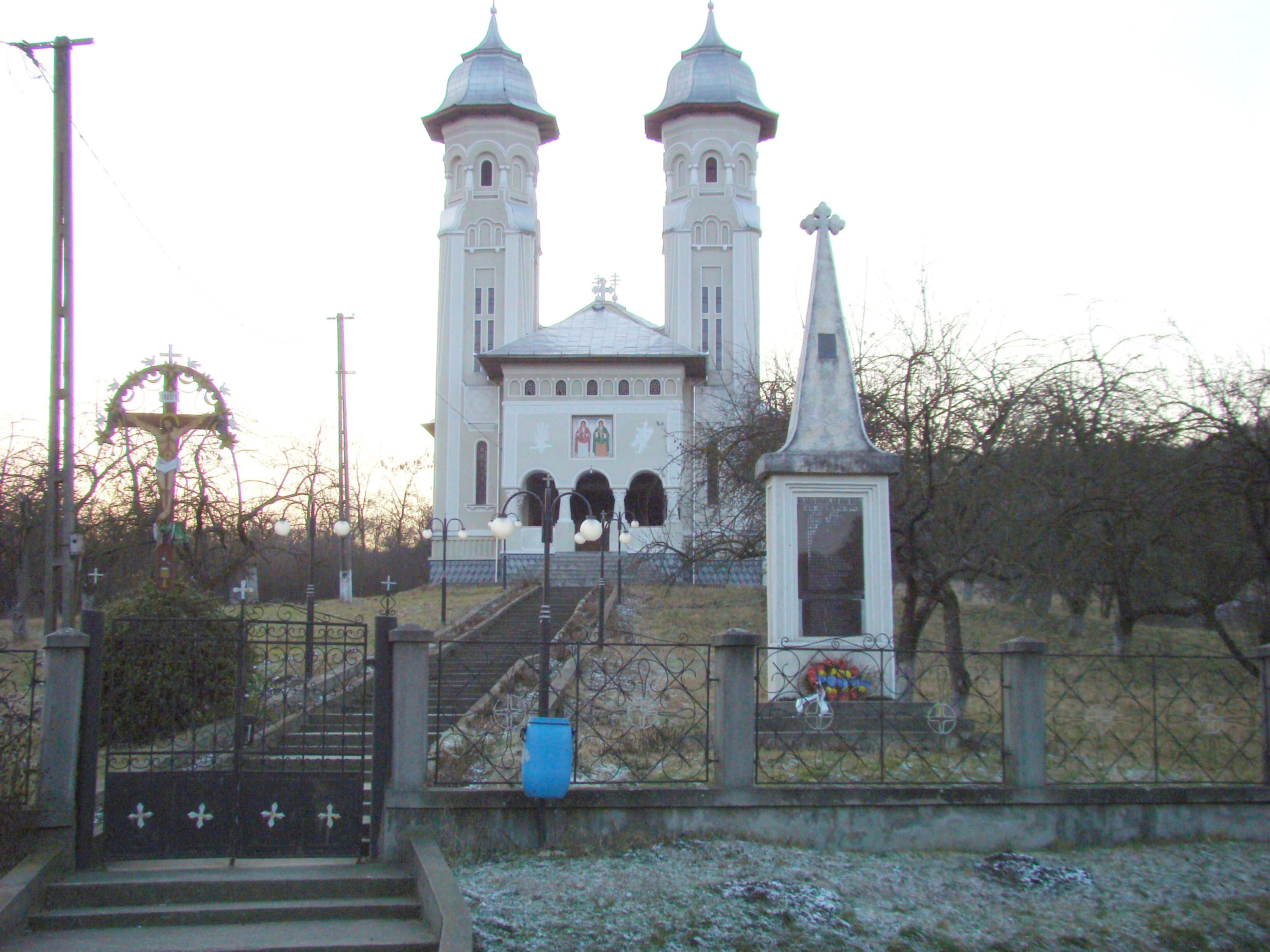
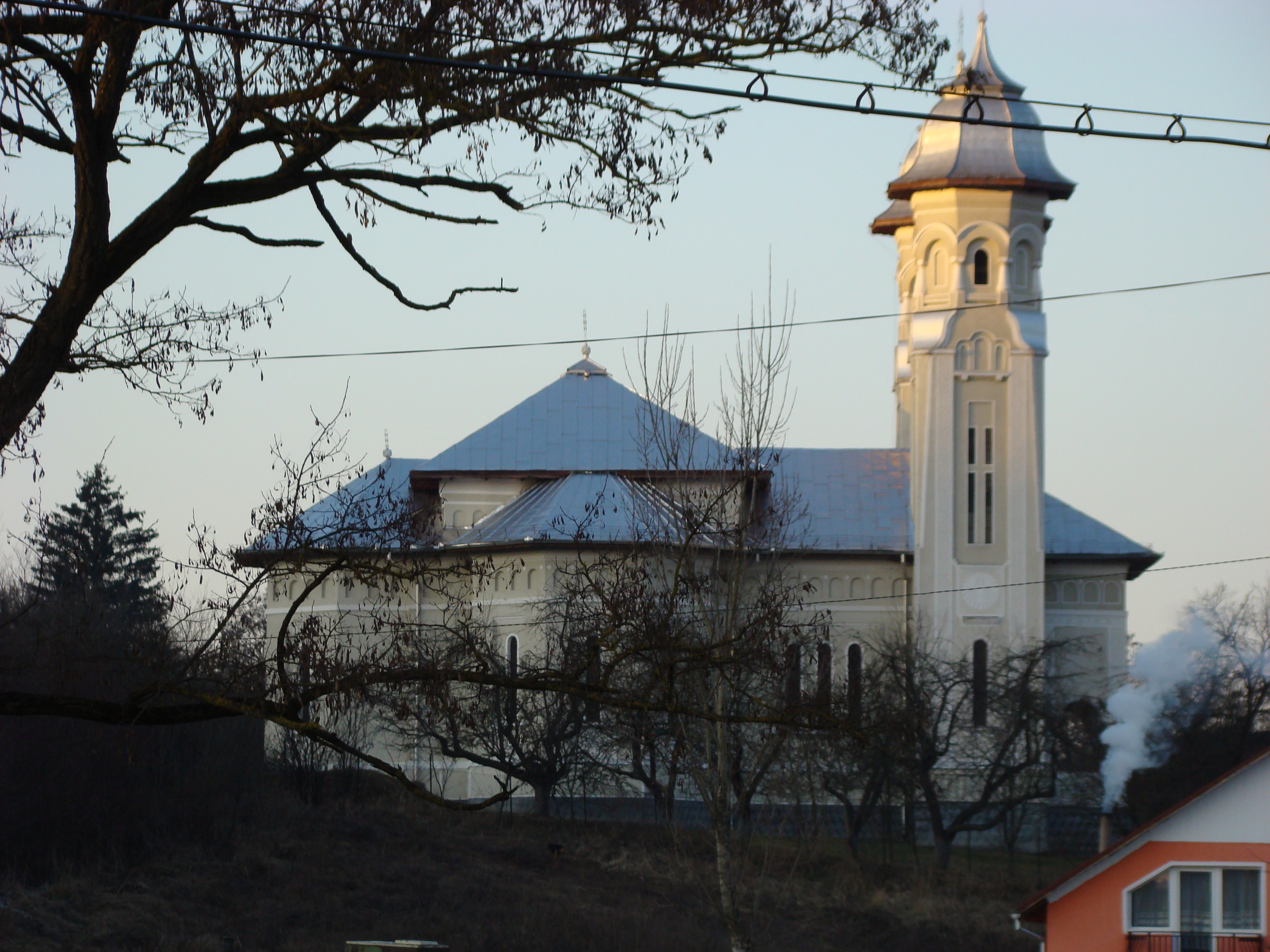
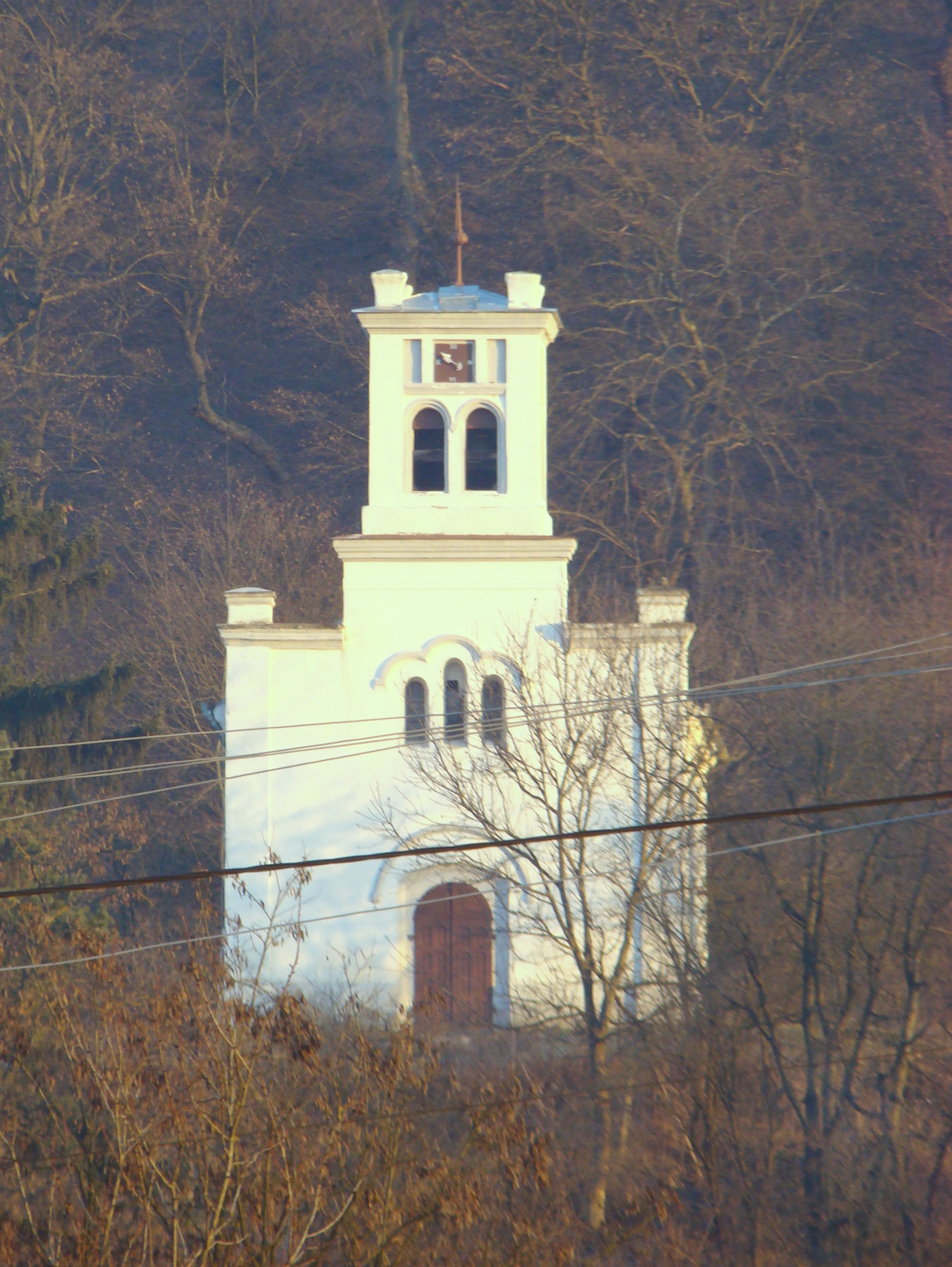
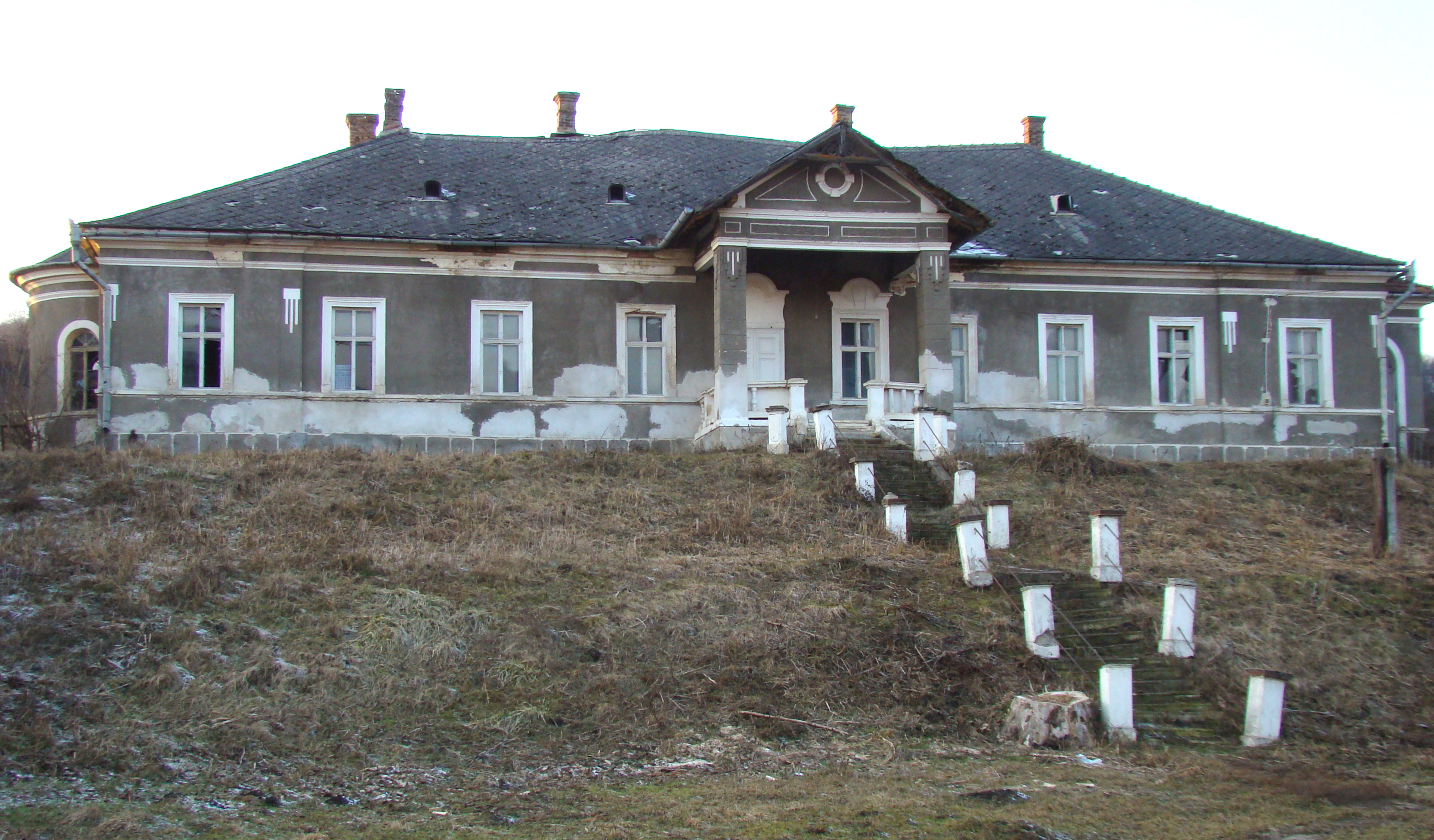

## Obiective memoriale
Cimitirul Eroilor Români din cel De al Doilea Război Mondial este amplasat în cimitirul satului. A fost dezvelit în 1940. În cadrul acestuia sunt înhumați 12 militari români.